# Краснохолмская плотина
Краснохолмская плотина со шлюзом — бывшее гидросооружение, располагавшееся на Водоотводном канале в центре Москвы. Была построена после 1836 года одновременно с Бабьегородской плотиной.
Канал в нижнем течении разделялся на два русла: «старое», идущее вдоль Садового кольца (верхнее на иллюстрации, было засыпано в 1930-х годах) и «новое». Деревянная плотина располагалась в «старом» русле, а двухкамерный шлюз — в «новом».
Водоотводный канал в результате постройки плотины стал судоходным.
В 1889—1895 годах плотина была перестроена с заменой деревянной конструкции на металлическую системы Поаре, в южной части плотины была устроена гидротурбина для привода городской лесопилки. В те же годы был отремонтирован и шлюз, однако судоходство оставалось крайне незначительным до передачи москворецкой шлюзованной системы в ведение Московского округа путей сообщения (в 1902 году). Так, за пять лет (1891—1895) через шлюз было пропущено 130 судов и 47 плотов.
В 1930-х годах система плотин на Москве-реке была перестроена, оказавшиеся после этого в зоне подпора Перервинской плотины Бабьегородская плотина и Краснохолмские плотина со шлюзом были разобраны за ненадобностью (шлюз сохранился в названиях Шлюзовой набережной и Шлюзового моста).
Высота подпора — 3 м.